# Кыргыз (племя)
Кыргыз (баш. кырғыҙ, тат. кыргыз) — тюркское племя, восходящее к енисейским кыргызам, участвовавшее в этногенезе башкир и татар.

## История
Согласно исследованиям, предки племени кыргыз имеют древнее происхождение, восходящее к енисейским кыргызам. Эта гипотеза подтверждается анализом исторических источников, таких как китайские хроники эпохи династии Хань (206 г. до н. э. – 220 г. н. э.) и сочинения арабских и персидских авторов. Исторические документы указывают, что кыргызы изначально проживали в районе Минусинской котловины в верховьях Енисея. В V–VI веках они переселились в Восточный Туркестан, где их культура тесно переплелась с другими народами, включая динлинов – носителей европеоидного расового типа. Археологические находки, а также упоминания в китайской хронике «Тан шу» подтверждают их локализацию в этом регионе.
В VIII—X веке на берегах Волги, Енисейские кыргызы образовали кыргызский улус, согласно шежере кыргызов, их родоначальником был Коркуд-Ата. Они были мусульманами. В отличие от кочевников башкир, кыргызы занимались наряду со скотоводством и земледелием. Кыргызы жили в различных районах: в Бугильминском уезде (сс. Иски киргиз, Ташлы, р. Белая, оз. Татыш), Миякинском уезде (рр. Киргизля, Деме, Коромчай, Мияки, Киргиз-Мияки), а также на территории современного Агрызского района Татарстана (с. Кадыбаш, рр. Бальшая и Малая Кады/Казы) и др.
Башкиры рода Кыргыз сохраняли клановую структуру, характерную для многих тюркских народов, что отражено в средневековых источниках, таких как «Кысса-и Чингиз-хан». Этот памятник политической литературы подчеркивает роль кыргызских вождей в поддержке Чингиз-хана, а также описывает символы их власти, включая тамгу и онгон.

## Происхождение
Кыргызы являются потомками енисейских кыргызов, которые в VIII—X веках переселились на берега Сырдарьи, затем на правобережье Волги, а оттуда на Бугульминско-Белебеевскую возвышенность. В XIII—XIV веках племя поселилось в долине реки Белой. На юге земли башкир-кыргызов достигали верховьев реки Ик и Зай.
Существует мнение, согласно которому енисейские кыргызы имели тесные этнические связи с монголами. По мнению Н. Я. Бичурина, древние кыргызы имели монгольское или смешанное тюрко-монгольское происхождение.

## Шежере племени кыргыз
Древнее шежере кыргызов было опубликовано в переложении бугульминского учителя Ахмедгали Халимова в 1913 году в журнале «Шура» (№ 10).

## Расселение
В 1690 году огромную по площади выморочную вотчину «по р. Самаре, от Кинельского сырта и от Красного Яру, по обе стороны по рч. Юшаду до Терпелинского верхнего сырта» получил башкирский тархан Киргизской волости Явгильда Мурзагалдиев.
На территории расселения башкир-кыргызов ныне находятся Бакалинский, Илишевский, Краснокамский, Шаранский районы Башкортостана и Актанышский, Ютазинский районы Татарстана.